# 諾福克島布布克鷹鴞
諾福克島布布克鷹鴞（学名：Ninox novaeseelandiae undulata）是諾福克島特有的貓頭鷹。牠們是布布克鷹鴞已滅絕的亞種。雖然如此，其基因已留在混種的後裔中。

## 特徵
諾福克島布布克鷹鴞的外表很像其他布布克鷹鴞亞種，身型細少以及呈褐色。牠們較為細少、深色、較紅及多斑點。不過，牠們卻較指名亞種稍大。由於雌鳥較雄鳥大，雌性指名亞種卻與牠們的雄鳥差不多一樣大小，故在分辨上會出現困難。

## 棲息地
諾福克島布布克鷹鴞棲息在島內亞熱帶雨林，但已於19世紀大幅被清除。大部份餘下的森林都只局限在諾福克島國家公園內只有4.65平方公里的地方。

## 行為

### 繁殖
諾福克島布布克鷹鴞於樹孔中繁殖。牠們每次生1-3隻蛋。

### 食性
諾福克島布布克鷹鴞吃小型的脊椎動物，如鳥類及哺乳動物，也會吃無脊椎動物。

## 保育狀況
諾福克島布布克鷹鴞隨著森林環境被破壞而衰落。牠們也要與野生的蜜蜂及入侵的深紅玫瑰鸚鵡爭奪地方來築巢。1986年，牠們就只餘下一隻雌鳥。為了要保存一些基因，這隻雌鳥被安排與兩隻指名亞種雄鳥交配。於1989年及1990年，牠們成功繁殖換了羽的雛鳥。這隻雌鳥也於1996年消失了，但混種的後裔仍繼續在島內繁衍。